# Шанская
Шанская — река в России, протекает в Зилаирском районе Республики Башкортостан. Устье реки находится в 42 км по правому берегу реки Кана. Длина реки составляет 14 км.
На реке находится деревня Шанский.
Система водного объекта: Кана → Белая → Кама → Волга → Каспийское море.

## Данные водного реестра
По данным государственного водного реестра России относится к Камскому бассейновому округу, водохозяйственный участок реки — Белая от водомерного поста Арский Камень до Юмагузинского гидроузла, речной подбассейн реки — Белая. Речной бассейн реки — Кама.
Код объекта в государственном водном реестре — 10010200212111100017478.